# Romasanta
Romasanta és una pel·lícula hispano-italiana i britànica de terror de 2004 dirigida per Paco Plaza i protagonitzada per Julian Sands, Elsa Pataky i John Sharian. Ha estat doblada al català i emesa per TV3 el 15 de desembre de 2006.
El film està basat en la novel·la d'Alfredo Conde Cid, l'argument de la qual està, al seu torn, basat en la història real de Manuel Blanco Romasanta, conegut com «L'Home Llop d'Allariz». Es va rodar entre el 28 de juliol i el 29 de setembre de 2003 en diverses localitats de Barcelona i Galícia. El mateix cas havia estat prèviament base de la pel·lícula de 1971 El bosque del lobo.

## Sinopsi
La història està ambientada en un poble de Galícia el 1850. Bàrbara (Pataky) i la seva germana Josefa viuen a la meitat del bosc. No s'atreveixen a sortir a causa dels assassinats massius que ocorren en la zona, degut als quals la llegenda d'un home llop s'expandeix. Un dia arriba un venedor ambulant anomenat Manuel Blanco Romasanta (Sands), amant de Josefa, de qui Bàrbara està enamorada en secret. Romasanta acompanya Josefa a la ciutat, però aquesta mai arribarà a la seva destinació. I és que, pel que sembla, Romasanta és l'home llop al qual tots temen.
Quan finalment és capturat, al·lega en la seva defensa que és víctima d'una terrible maledicció. La societat es divideix: d'una part, els vilatans exigeixen que es castigui a Romasanta, mentre els burgesos, amb un prestigiós antropòleg al capdavant, justifiquen els seus actes en considerar que pateix la licantropia en forma de malaltia mental.

## Repartiment
- Julian Sands - Manuel Ramasanta
- Elsa Pataky - Barbara
- John Sharian - Antonio
- David Gant - Professor Philips
- Gary Piquer - Fiscal de districte Luciano de la Bastida
- Maru Valdivielso - Maria
- Luna McGill - Teresa
- Carlos Reig-Plaza - Gomez
- Ivana Baquero - Ana

## Relació entre ficció i els fets històrics
La història narrada en la pel·lícula ofereix moltes diferències amb l'autèntica vida i mort de Manuel (o Manuela) Blanco Romasanta. Començant pel físic del personatge (que segons els testimoniatges, no arribava als 140 cm); la història dels crims que va cometre (amb la inclusió en la pel·lícula del personatge de Bàrbara, que no va existir en la vida real); la seva detenció i, finalment, la mort del criminal (llavors encara s'ignorava la causa real de la defunció, però en cap cas va succeir com a la pel·lícula).

## Premis i nominacions
- Premi a la millor fotografia al Festival de Màlaga.[6]
- Nominat als Premos Goya 2004 a la Millor fotografia i millors efectes especials.[7]